# Хан-Туван Диггві
Хан-Туван Диггві (*д/н — після 830) — каган Хозарської держави у 825—830 роках. Відомий також як каган Туван.

## Життєпис
Походив з династії Ашина. Про його батьків замало відомостей. Приблизно в 810-х роках доєднався до повстання кабарів (кочових аристократів), невдоволених релігійною політикою бек-мелехів Буланідів. Цим вирішив скористатися туван, що лише номінально був каганом. Він дістав підтримку від угрів, слов'янських племен. Ставку кагана було перенесено до Дону.
Близько 825 року переміг бек-мелеха Манасію I, який загинув. В результаті Туван зумів відновити владу над каганатом, де надав пільги християнам і мусульманам, відсторонивши від влади буланідів та їх родичів. Втім невдовзі проти кагана виступив Ханукка з роду Буланідів. У 830 році Туван зазнав поразки й втік до Дніпра. Замість нього Ханукка поставив іншого представника династії Ашина — Тархана. Можливо колишній каган Туван у 830-х роках продовжував боротьбу з буланідами, але марно.
Зрештою втік до Полянського племінного союзу. Висловлюється думка, що колишній каган оселився в Києві, де згодом його донька вийшла заміж за князя Аскольда або його родича. Внаслідок цього Аскольд став іменуватися каганом та запозичив хозарську тризубову тамгу як власний герб. Думка українського вченого О. Прицака щодо утворення власного князівства Тувана, який прийняв християнство, в Сарському городищі, вважається вельми сумнівною.